# Адам и Ева (фонтан)
«Адам и Ева» — фонтан в Москве. Расположен на Пятницкой улице, в сквере неподалёку от станции метро «Новокузнецкая». Установлен в 2007 году.

## История
Строительство фонтана «Адам и Ева» в рамках туристического маршрута «По достопримечательным местам Замоскворечья» было приурочено к 860-летнему юбилею столицы. До 1930 года на этой территории располагались владения построенной в 1744 году церкви Параскевы Пятницы. В связи со строительством станции метрополитена «Новокузнецкая» эти владения были разобраны.
Строительство фонтана завершилось в 2007 году, работать он начал в 2008 году.

## Описание
В центре скульптурной композиции фонтана находятся фигуры Адама и Евы под райским деревом, которое обвивает змей-искуситель. В бронзовой кроне дерева сусальным золотом блестят яблоки, хохолки птичек и крылья насекомых. В руке Евы, согласно Библии, находится яблоко искушения.
Из-за того, что буквы на табличке в названии фонтана расположены слишком близко, многие думают, что Адамиева — это фамилия скульптора.

## Авторы проекта
Автором фонтана является скульптор Мария Левинская. Архитекторы — В. И. Симонихин, А. А. Некрасов, Л. П. Осинкина, А. А. Сорокин. Проект выполнен авторским коллективом ООО «Архитектурная мастерская В. И. Симонихина». При создании скульптуры Марии Левинской позировали её дочь и друг дочери.